# Alle rangen en standen betuigen hulde aan het Mariabeeld
Alle rangen en standen betuigen hulde aan het Mariabeeld is een schilderij van Albin Windhausen in het Historiehuis in Roermond.

## Voorstelling
Het stelt de aanbidding van het genadebeeld van Onze Lieve Vrouwe in 't Zand voor. Het beeldje staat linksboven op een altaar. Het wordt aanbeden door Albrecht en Isabella (beide begunstigers van de Kapel in 't Zand, waar het beeldje van oudsher bewaard wordt), Dionysius de Karthuizer (Vlaams zalige, die in Roermond woonde), een bisschop (mogelijk Franciscus Boermans, in wiens regeerperiode de huidige Kapel in 't Zand gebouwd werd), Agnes van Heilsbach en haar leerlinge Joanna van Randenraedt (die in de Kapel in 't Zand bad om de bevrijding van Wenen af te smeken) met de kinderen van haar broer. Verder zijn vrome vrouwen, monniken en hoogwaardigheidsbekleders aanwezig.
Het schilderij maakt deel uit van een serie van acht voorstellingen uit de geschiedenis van de Kapel in 't Zand. Windhausen maakte deze serie ter gelegenheid van het 500-jarige jubileum van de vinding van het beeldje door de Poolse herder Wendelinus. Het werk is eigenlijk geen episode uit de geschiedenis van de kapel, maar een symbolische voorstelling van vijf eeuwen verering van het beeldje. Waarschijnlijk diende het als voorbeeld voor de opdrachtgever en werd op basis van dit werk de hele serie aan Windhausen gegund. Dit verklaart mogelijk ook de afwijkende techniek (de overige schilderijen zijn geschilderd op doek geplakt op multiplex). Windhausen maakte een dergelijke voorstelling ook in 1885, ter gelegenheid van het 450-jarig jubileum, dat een soort visuele Lofzang van Maria vormt. Op de achterzijde van het schilderij staat het volgnummer 5. Het werk is echter niet de 5e, maar de 4e in de serie.

## Datering
Het werk is linksonder gesigneerd en gedateerd ‘A. Windhausen / 1934’. Windhausen begon het schilderij echter al in 1933; onder de signatuur stond oorspronkelijk het jaartal 1933.

## Herkomst
Het werk werd in 1935 geplaatst in een van de acht kapelletjes die speciaal hiervoor gebouwd werden, in het Kruiswegpark vlak bij de Kapel in 't Zand. De schilderijen zouden in de zomermaanden te zien zijn. In de winter werden ze in een schuur naast het park opgeslagen. Aan het kapelletje is een tekstbordje bevestigd. Volgens dit bordje is het kapelletje opgericht door de eerste directeur van de Mariaanse Broederschap. In 2008-2009 werden de acht schilderijen gerestaureerd door Edwina Brinckmann-Rouffaer. Hierna werden de schilderijen overgebracht naar het Historiehuis. In 2010 werden fotografische reproducties op ware grootte geplaatst in de kapelletjes.